# نادي براشوف
نادي براشوف (بالإنجليزية: fc brasov club)‏ هو نادي كرة قدم روماني تأسس عام 1937م من مدينة براشوف الرومانية يشارك في دوري الدرجة الأولى الروماني.